# Луг (Гдовский район)
Луг — деревня в Гдовском районе Псковской области России. Входит в состав Самолвовской волости с 2005 года.

## География
Расположена на юго-западе района в 4 км от побережья Тёплого озера Псковско-Чудского водоёма, в 4 км к юго-западу от волостного центра Самолва. Деревня Луг граничила с юга с деревней Власова Грива (ныне не существует), с востока с деревнями Казаковец и Каменка (в настоящее время не существует).

## История
По некоторым данным, первые эстонские поселенцы прибыли в деревню Луг ещё в годы Великой Северной войны (1700—1721 гг.). В 1872 году здесь проживали 164 эстонца. К 1918 году в Луге и близлежащих семи деревнях насчитывалось две тысячи эстонцев. В ноябре 1925 года газеты писали, что в окрестностях деревни располагается около 300 эстонских хуторов.
Первое документальное подтверждение о деревне Луг относится к 1832 году, когда деревня впервые отмечена на картах Санкт-Петербургской губернии.
В источниках 1849 и 1867 годов упоминаются такие названия деревни, как Чухонский Луг (Чухонскій Лугъ), примерно 1866 года — Чухны.
В Эстонии деревню называют Лу́укюла (эст. Luuküla). В начале XX века здесь была эстонская школа и эстонский молельный дом (уничтожен в 1944 году); церковно она относилась сначала к Цесискому, затем к Ряпинаскому приходу.
Деревня Луг административно входила в Самолвовскую волость Гдовского района (уезда). С 1 августа 1927 года деревня административно перешла в Серёдкинский район. С 14 января 1958 года Серёдкинский район был упразднён, и деревня Луг перешла в Гдовский район. До Великой Отечественной войны в деревне насчитывалось около 100 дворов. Был клуб, школа, сельсовет, животноводческая ферма, птичник, конюшня. В настоящее время сохранилось только не более 14 строений и их развалин XX и XIX веков. С 1920-х годов и до конца 1940-х годов деревня Луг входила в состав колхоза «Красный Луг», затем — в состав колхоза им. Александра Невского.
13 апреля 1931 года Луг посетили представители творческого объединения «Осоавиахима», показавшие в местном эстонском клубе театральную постановку «Цветущая земля» (эст. «Maa õitseb»).
К апрелю 1933 года председателем Луговского сельсовета был эстонец Тенсбек, к июлю 1936 года — эстонец Лиймингу. В середине 1936 года председателем колхоза «Красный Луг» являлся Оскар Каменик, позже — А. Пукса.
В начале Великой Отечественной войны боевые действия не затронули деревню. Стремительное наступление немецко-фашистских войск, оставление Пскова, неудачная попытка задержать их советскими войсками в районе Гдова привело к тому, что деревня оказалась на оккупированной территории, при этом её жители не имели никакой информации о происходящем. Жители узнали об оккупации только от появившихся немецко-фашистских солдат. Оккупация деревни Луг продолжалась до освобождения её частями Красной армии в феврале 1944 года. В журнале боевых действий 173-го стрелкового полка 90-й стрелковой дивизии имеется следующая запись: «К 9 часам утра 14.02.1944 г. 173сп 90сд овладел с боем деревнями Луг, Каменка, Власова Грива».

Фотографии Тартуского университета, 18 июля 1943 года
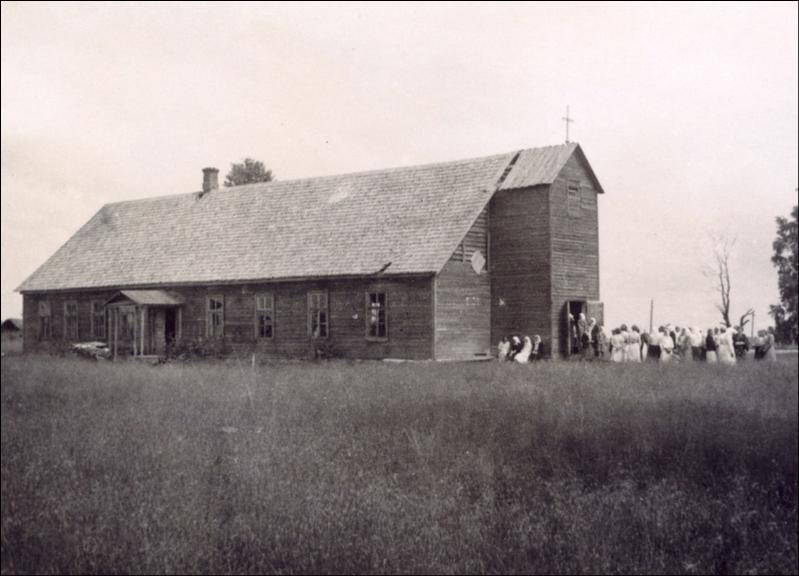
Лютеранская церковь в деревне Луг
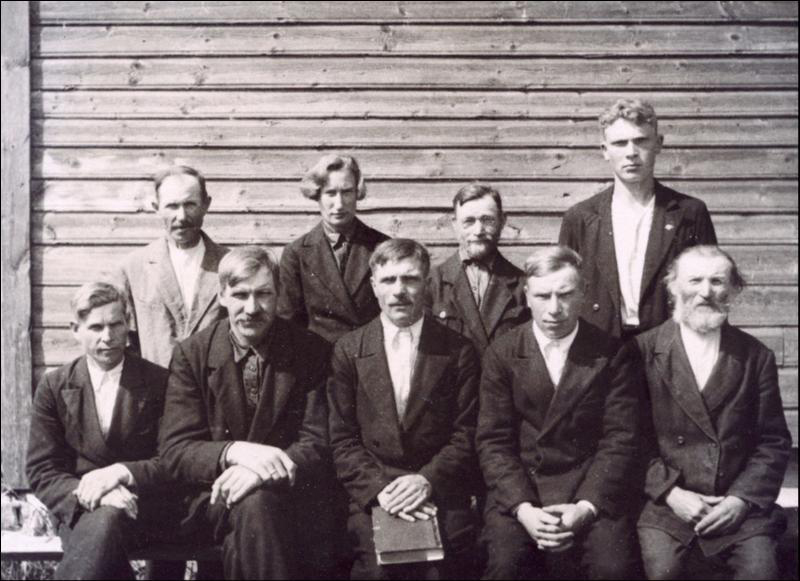
Представители эстонской церковной общины деревни Луг
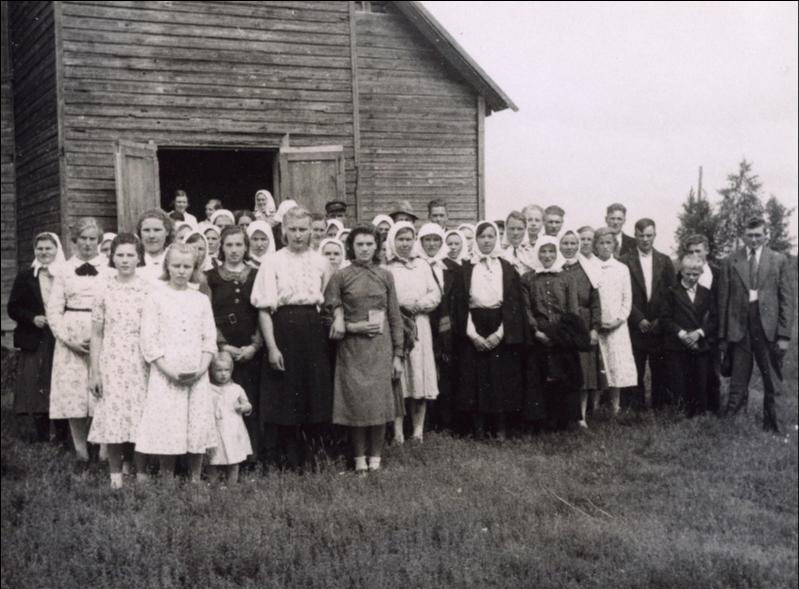
Жители деревни Луг и её окрестностей перед церковью

Во время боёв в деревне было уничтожено много домов. Дома, принадлежавшие эстонцам, бывшими пособниками фашистов, были уничтожены советскими партизанами. О бывших строениях напоминают остатки каменных фундаментов, заросшие лесом. Недалеко от деревни имеется старое заброшенное эстонское кладбище, которое в советское время и после распада СССР посещали родственники погребённых там людей. Последнее захоронение на данном кладбище относится к 1960-м годам. В настоящее время кладбище заброшено.
В настоящее время в округе исчезло много деревень, поля запущены. Исчез домашний скот, для которого выкашивали траву на полях и берегах рек и Псковского озера. Развелось много диких животных, таких как медведи, дикие кабаны, лоси, лисы и т. п. Необычайно много развелось бобров, завезённых в данную местность из Канады в 1960-х годах. Они строят плотины, запруды на всевозможных речушках, ручьях, и в результате идёт затопление леса, превращение лесных низин в болота. Из-за зарастания полей деревьями, прибрежных зон рек и озера — травой, а также из-за деятельности бобров происходит снижение уровня воды в реке Ровья, в основном с июня и до весны. Регулирование численности животных невозможно, так как деревня находится на заповедной территории, а также в приграничной зоне между Россией и Эстонией.

## Население
Основное население деревни Луг во все времена до 1944 года составляли эстонцы, также жили семьи русских и других национальностей. Летом 1943 года, перед насильственной эвакуацией германскими оккупационными властями эстонцев Гдовщины в Эстонию, было зарегистрировано 472 эстонца, которые проживали в деревнях Луг, Козлово, Яновы Заходы и Казаковец. В деревне Луг была своя кирха (уничтожена в 1944 г.), по вероисповеданию жители в основном были лютеранами, и деревня не относилась к православному приходу церкви в честь Архистратига Михаила, находящейся в Кобыльем Городище. После Великой Отечественной войны деревня стала православной и относится к православному приходу. В 1935—1941 годах много жителей деревни, в основном эстонцы, были подвергнуты репрессиям и расстреляны. Некоторых русских жителей расстреливали только за знакомство с эстонцами. Всё это способствовало тому, что, когда деревня оказалась в оккупации, эстонцы стали переходить на сторону захватчиков, вступали в полицию и выдавали политработников, учителей и членов семей красноармейцев, проводили расстрелы мирных граждан. Много домов было уничтожено во время войны. После освобождения от немецко-фашистских захватчиков деревня возрождалась, но не достигла прежнего уровня по численности жителей. Вместе с отступающими немецко-фашистскими войсками бежали эстонцы, участвовавшие в пособничестве фашистам. Остальные эстонцы выехали из деревни в послевоенный период в конце 1940-х — начале 1950-х годов, так как являлись родственниками пособников фашистов и боялись гнева местных жителей. Кроме того, в годы войны и в послевоенный период произошла естественная убыль населения. В советское время активно велось сельское хозяйство.
Во все времена жители деревни занимались в основном рыболовством, сбором ягод и грибов, разводили домашний скот, вели подсобное хозяйство. В настоящее время население занимается сбором ягод (морошка, черника, клюква, малина), грибов и сдачей их в заготпункты. Есть телефонная связь (сотовые телефоны, а также личные проводные телефоны, установленные в 1970-80-х годах). Регулярно приезжает автолавка.
| 2001 | 2002 | 2010 |
| ---- | ---- | ---- |
| 27   | ↘18  | ↘16  |

Численность населения на июль 2015 года составляла 14 человек, на июнь 2019 года — 11 человек.